# Noah Sow
Noah Sow est une écrivaine allemande, musicienne, propriétaire de label, activiste, critique des médias, productrice et artiste, engagée dans différents projets relatifs à la lutte contre le racisme.

## Biographie
Noah Sow est née en Bavière et y grandit.
De 1990 à 2007, elle travaille comme présentatrice radio, productrice ou rédactrice pour les chaînes 1 Live, hr3, SWF3, Radio Fritz et You FM et en tant que présentatrice TV pour les chaînes de télévision HR et WDR[réf. nécessaire].
En 2001, elle participe au jury de l'émission de casting Popstars, mais abandonne en cours de saison car elle ne souhaite plus soutenir la manière dont les candidats et candidates sont traitées, qu'elle considère comme une «image insupportable de l'être humain» ("unmöglichen Menschenbild").
De 2001 à 2004, elle vit à Brooklyn, New York, où elle joue à la fois avec son propre groupe et avec le groupe Anarchists of Color.
Noah Sow est présidente de l'association de veille médiatique qu'elle fonde à Hambourg en 2001, la mafia brune, dont le but est que « la représentation des Noirs dans les médias allemands et le public se fasse de manière équitable et sans discrimination ». En 2005, le zoo d'Augsbourg reçoit un carton brun parce que son événement de village africain était dans la tradition directe du soi-disant Völkerschauen (zoo humain) du XIXe siècle.
En 2000, elle participe au projet musical New Rock Conference, où la chanson Heal Yourself est créée avec de nombreux artistes. Le produit de la vente des disques a été remis à la Fondation Nordoff Robbins.[réf. nécessaire]
En 2003, la WDR diffuse sa première pièce de théâtre radiophonique Underground, dont elle écrit le texte et la musique, et assure la production et le rôle de conférencière. Elle réalise la production audio et musicale en collaboration avec Jonathan Bepler à New York. Parmi les autres orateurs figurent Marc Hosemann, Lars Gärtner et Matthias Koeberlin . En 2005, Noah Sow apparaît dans le documentaire Black Deutschland dont le réalisateur est Oliver Hardt.
En 2007, elle réalise la version sonore du livre Eichmann à Jérusalem pour la série de livres audio de la campagne Laut gegen Nazis (Élevons la voix contre les nazis).
En juin 2007, elle et son groupe d'alors Noah Sow & the Heimlich Maneuver sortent le single Es brennt hier drin (Ça brûle ici) chez Warner Music Group . La vidéo est tournée dans le stade FC St. Pauli. Noah Sow n'est ensuite plus sous contrat avec Warner. Le premier album de son nouveau groupe Noiseaux sort en septembre 2009 et est présenté comme de l'afropunk ou du « post-quelquechose » («postwathever») sur son propre label Jeanne Dark Records et porte le titre Out Now. Un autre album du groupe Noiseaux est sorti en 2012 et porte le titre Spectrum.
De 2008 à 2009, Noah Sow est membre du groupe Sisters, avec qui elle participe au Bundesvision Song Contest 2008 (concours de la chanson en Allemagne) en février 2008 et fait des tournées en Allemagne et au Sénégal, y compris des concerts avec le WDR Big Band à la Philharmonie de Cologne et Essen.
Pour des émissions de télévision éducatives en direction de la jeunesse « Die Schulstunde als Talkshow » (littéralement Un talk show en guise de cours, produit par la chaîne WDR et l'Agence fédérale pour l'éducation politique), Noah Sow accompagne des adolescents et de jeunes adultes qui doivent prendre des décisions difficiles dans leur vie dans des reportages de 2008 à 2010.
En 2008, Noah Sow publie le livre Deutschland Schwarz Weiss : der alltägliche Rassismus (littéralement L'Allemagne en noir et blanc : le racisme au quotidien) aux éditions C. Bertelsmann Verlag. Elle voit les raisons de ce qu'elle croit être un racisme latent en Allemagne dans « l'éducation, la tradition et l'absence de réflexion sur l'histoire coloniale ». Le public allemand serait toujours raciste et n'aurait remplacé que les anciens termes racistes par de nouveaux : «Le terme issu de l'immigration serait aussi un mot déguisé. La traduction en serait simplement non-aryen ». Dans le livre, elle propose la création d'un conseil des médias antiraciste.
La deuxième édition du livre est publiée par les éditions Goldmann en juillet 2009. En juillet 2010, paraît la version audio de Deutschland Schwarz weiß : der alltägliche Rassismus sous le label Jeanne Dark Records.[réf. nécessaire]. Une version révisée paraît en 2018 en livre de poche sous forme de livre à la demande. Ce livre est considéré par les médias comme une œuvre de référence sur le racisme.
Dans une critique de Die Zeit en 2008, le livre est décrit comme « exaspérant » car il formule l'accusation de racisme, sans aucune distinction, à quiconque ne fait que mentionner des détails de l'apparence comme la couleur de la peau. Noah Sow considère cela comme du racisme quand quelqu'un est appelé un « Allemand à la peau sombre » (« dunkelhäutiger Deutscher ») et soupçonne généralement tous les Blancs de manière générale. La journaliste Katrin Rönicke remet en question l'effet pédagogique du livre à cause de cette accusation générale de racisme, car l'ouvrage manque d'un respect nécessaire vis-à-vis de ses lecteurs et lectrices. La revue Stern en revanche, a titré : « Un livre intelligent, un livre important ». Le journal Hamburger Abendblatt rapporte dans une interview : «Bien que Sow examine le phénomène du racisme sous toutes ses coutures tant d'un point de vue linguistique, qu'historique et médiatique, le ton qu'elle emploie n'est pas factuel, mais plutôt du reproche, de l'humour et de la polémique. […] Puisque Sow remet continuellement en question l'image de soi avec laquelle la majorité blanche allemande définit les termes normal et déviant, lire son ouvrage peut être parfois désagréable mais apporte beaucoup. […] Sow est heureuse que son livre soit publié par un éditeur populaire comme Bertelsmann, sans qu'elle ne soit obligée de se plier au désir de cette branche de l'édition de produire des récits biographiques plein de souffrance.»
En s'appuyant sur ses lectures de Deutschland Schwarz Weiß pour des livres audios, Noah Sow produit un spectacle multimédia interactif avec du stand-up comédie, des clips vidéo, des pièces radiophoniques en direct, des quiz, du rap et des lectures brèves, et a été caractérisé comme une « attaque ludo-éducative ». Aux côtés de Noah Sow, apparaît sur scène l'essayiste et sociologue londonien Mutlu Ergün. Ce programme scénique est en tournée en Allemagne depuis 2009, notamment dans le cadre du Mois de l'histoire des Noirs (Black History Month) et pour le compte de l'Agence fédérale pour l'éducation civique et de diverses organisations non gouvernementales ou du Festival Contre Le Racisme .

## Travaux

### Littérature
- 2008: Deutschland Schwarz weiß: der alltägliche Rassismus (L'Allemagne en noir et blanc : le racisme au quotidien),  (ISBN 978-3-570-01008-2)
- 2014: The Beast in The Belly. Schwarze Wissensproduktion als angeeignete Profilierungsressource und der systematische Ausschluss von Erfahrungswissen aus Schwarzen Kulturstudien, essai publié sur le portail sur la politique migratoire de la Fondation Heinrich Böll
- 2014: Julia Brilling, Noah Sow: Emanzipatorische Aufklärung zeigt sich wellenförmig, interview sur le portail des politiques migratoires de la Fondation Heinrich Böll
- 2018: Deutschland Schwarz weiß: der alltägliche Rassismus (L'Allemagne en noir et blanc : le racisme au quotidien), version révisée et étendue,  (ISBN 978-3-7460-0681-9)

### Émission radiophonique / Livres audio
- 2003 : Underground, texte, musique, production et rôle de conférencier
- 2007 : Die Ferienbande und die unerträglichen Schmuggler, rôle de la conférencier
- 2010 : Livre audio de son ouvrage "Deutschland Schwarz Weiss", double CD et CD-Rom
- 2015 : Radio Meta, livre, composition, production, musique et toutes les voix, nommé pour le 7e Berliner Hörspielfestival 2016

### Musique
- sans indication de date: Noah Sow: You're Loved, piste sur la compilation Affären, bande originale du film (EMI - 7243 8 30994 2 9, EMI Electrola - 7243 8 30994 2 9)
- 1994: Matrix: Follow Me, 12 ″ -Vinyl (Maxi) (RCA, 74321 25345 1)
- 1995: Matrix: Take A Piece Of Your Heart, vinyle 12 ″ (Maxi) (RCA, 74321 25346 2)
- 2000: New Rock Conference: Heal Yourself, CD, single (Supersonic Records, SUPERSONIC 062, 74321 78610 2)
- 2000: Such A Surge: The Surge Effect, album, chant de Noah Sow sur le titre Wenn Du Fällst (Epic - EPC 496527 5)
- 2007: Noah Sow & Das Heimlich Maneuver : Es Brennt Hier Drin, CD (Warner Music Group, 5051442-1538-2-8)
- 2008: Sisters : Gender Riots, album (Echo Beach / Indigo), participation de Noah Sow à la chanson titre Gender Riots
- 2008: Sisters : Gender Riots (Dubvisionist RMX), fichier mp3, Not On Label
- 2009: Noiseaux : Out now!, Double CD, Album (Artist Station Records, ASR 040)
- 2009: Noiseaux : Stillstand / Cessation (Radio Edit), single (Jeanne Dark Records)
- 2010: Noiseaux : Romance in White & Brown, compilation CD St.Pauli Einhundert und Digital (Jeanne Dark Records)
- 2010: Noiseaux : Nothing Stays The Same (immer wieder) avec Short Film collabo, (Jeanne Dark Records)
- 2011: Noiseaux : Stillstand / Cessation (The Remixes), Remix EP (Jeanne Dark Records)
- 2012: Noiseaux : Spectrum, CD, Album (Jeanne Dark Records, JDRX 001)
- 2012: Noiseaux : chaos, single (Jeanne Dark Records)
- 2013: Noiseaux : Nodemocracy - The Remixes, EP (Jeanne Dark Records)
- 2014: Noah Sow : well, wel, well, Single (Jeanne Dark Records)
- 2015: Noah Sow : Songs from Radio Meta, Album (Jeanne Dark Records)

En plus de son travail d'artiste, Noah Sow dirige le label Jeanne Dark Records.